# アントニオ・シウバ
アントニオ・シウバ（Antônio Silva、1979年9月14日 - ）は、ブラジルの男性元総合格闘家。パライバ州カンピナグランデ出身。アメリカン・トップチーム所属。元EliteXC世界ヘビー級王者。
足のサイズが33cmと巨大であることからニックネームは「PEZAO（ペザオン）」（ポルトガル語で"デカ足"）、英語圏ではそれを英訳した「ビッグフット」。背中には「PEZAO」の文字と足形をあしらったタトゥーを入れている。そのいかつい風貌と巨体に加えて、HERO'Sに初参戦した際の試合前の煽りVのインタビューで「俺はゴリラだ！ゴリラが日本のリングで暴れるぜ！」と発言したことにより、日本での呼び名は「ザ・ハイパーゴリラ」。

## 来歴
4歳から松濤館流空手を始め、17歳からホジェリオ・カモエスの下でブラジリアン柔術を学んだ。
2005年3月6日、プロデビュー戦となったUKMMAC 10でテンギズ・テドラゼと対戦し、開始48秒でTKO勝ち。
2005年7月2日、Cage Rage世界ヘビー級王座決定でハファエル・カリーノと対戦し、1RTKO勝ちを収め王座獲得に成功した。
2006年5月3日、HERO'Sスーパーバイザーの前田日明の推薦でHERO'Sに参戦。トム・エリクソンと対戦し、マウントパンチでTKO勝ちを収めた。
2006年10月9日、HERO'Sでカイシノフ・ゲオルギーと対戦し、1R1分8秒、KO勝ち。
2006年12月2日、BodogFightでエリック・ペレと対戦、パウンドでTKO負け。キャリア8戦目で初黒星を喫した。
2007年2月10日、EliteXC: Destinyでウェズリー"キャベージ"コレイラと対戦し、パウンドでTKO勝ち。
2007年6月2日、Dynamite!! USAでジョナサン・ウィゾレックと対戦予定であったが、脳下垂体の腫瘍が原因でカリフォルニア州アスレチック・コミッションの許可が出ず欠場した。当日開会セレモニーで行なわれた聖火リレーに参加した。
2008年2月16日、EliteXC: Street Certifiedでリコ・ロドリゲスと対戦し、2-1の判定勝ち。EliteXCのヘビー級（約120kg未満）での参戦のため、大幅な減量を行っての参戦となった。
2008年7月26日、EliteXC: Unfinished Businessの世界ヘビー級王座決定戦でジャスティン・エイラーズと対戦し、パウンドでTKO勝ちを収め王座獲得に成功した。試合後の薬物検査でアナボリックステロイドの陽性反応が検出されたため、カリフォルニア州アスレチック・コミッションから1年間の出場停止処分および2,500ドルの罰金処分を受けた。
2009年1月4日、戦極初参戦となった戦極の乱2009で中尾"KISS"芳広と対戦。中尾の左膝負傷によりTKO勝ちを収めた。この試合は、アメリカでの出場停止期間中の出場となった。

### Strikeforce
2009年11月7日、Strikeforce初参戦となったStrikeforce: Fedor vs. Rogersでファブリシオ・ヴェウドゥムと対戦し、0-3の判定負け。
2010年5月15日、Strikeforce: Heavy Artilleryでアンドレイ・アルロフスキーと対戦し、3-0の判定勝ち。
2010年5月、アメリカン・トップチームを円満離脱し、フリーとなる。離脱理由については「所属選手が増え過ぎてコーチの集中的な指導を受けるのが難しいから。ATTを辞めたけど、チームと何の問題も抱えてないし、今でもATTが大好きだ」と語っており、その後の試合でもATTのコーチと選手がセコンドに就いている。
2010年12月4日、Strikeforce: Henderson vs. Babaluではヴァレンタイン・オーフレイムと対戦予定だったが、ヴァレンタインの負傷欠場によって試合の5日前にマイク・カイルとの対戦が決定。ライトヘビー級を主戦場としているカイルとは大きな体格差があるため、シウバ有利とされたが、1Rに右ストレートを浴びてダウンを奪われ、その後もパウンドを浴び続けるなど危機に陥るが、2Rにテイクダウンしてスピニングチョークを極めかけた後、最後はマウントパンチで逆転KO勝ち。
2011年2月12日、Strikeforce: Fedor vs. Silvaのワールドグランプリ1回戦でエメリヤーエンコ・ヒョードルと対戦。1Rから右ストレートをクリーンヒットさせ、2R開始早々にテイクダウンしてマウントパンチの連打を浴びせ、肩固めを極めかけるなど圧倒。終始試合を優位に進め、2R終了後ヒョードルの右目負傷によるドクターストップによりTKO勝ちを収めた。
2011年9月10日、Strikeforce: Barnett vs. Kharitonovのワールドグランプリ準決勝でダニエル・コーミエと対戦し、スタンドパンチ連打でKO負けを喫した。

### UFC
2012年5月26日、UFC初参戦となったUFC 146でケイン・ヴェラスケスと対戦し、グラウンドの肘打ちで大流血に追い込まれ、パウンドでTKO負けを喫した。
2013年2月2日、UFC 156のヘビー級王座挑戦者決定戦でアリスター・オーフレイムと対戦。序盤こそ劣勢だったが、最終3Rにパンチで攻勢をかけて逆転KO勝ち。ノックアウト・オブ・ザ・ナイトを受賞した。
2013年5月25日、UFC 160の世界ヘビー級タイトルマッチでケイン・ヴェラスケスと再戦し、1RTKO負けを喫し王座獲得に失敗した。
2013年12月7日、UFC Fight Night: Hunt vs. Bigfootでマーク・ハントと対戦。両者流血の壮絶な殴り合いとなり、0-1の判定ドロー。ファイト・オブ・ザ・ナイトを受賞した。しかし、試合後の薬物検査で規定を超えた高濃度のテストステロンが検出され、9か月間の出場停止処分を受けた。この試合も、シウバ側の戦績はノーコンテスト(無効試合)に変更された。これについてシウバは、「試合の数ヶ月前にテストステロン補充療法の認可を受けるためにブラジルのUFC公認ドクターと接触し、補充療法を受けて、試合の2週間前にはUFCから必要な検査を全て受けている。ドクターから補充量を増やすことを勧められるくらい俺のテストステロン濃度は低下していたが、不幸なことに数値が上がり過ぎて出場停止処分を受けてしまった。俺はこの件に関して精通している人から勧められたことをしただけなので俺のミスじゃない。」とコメントしている。
2014年9月13日、UFC Fight Night: Bigfoot vs. Arlovskiでヘビー級ランキング14位のアンドレイ・アルロフスキーと再戦し、1RKO負けを喫した。
2014年9月23日、下垂体腺腫を手術で摘出した。
2015年2月22日、UFC Fight Night: Bigfoot vs. Mirでヘビー級ランキング13位のフランク・ミアと対戦し、KO負けを喫した。
2015年11月14日、UFC 193でヘビー級ランキング8位のマーク・ハントと再戦し、TKO負けを喫した。
2016年9月24日、UFC Fight Night: Cyborg vs. Lansbergでヘビー級ランキング11位のロイ・ネルソンと対戦し、KO負けを喫した。この試合を最後に、UFCをリリースされた。

### UFC離脱後
2016年11月18日、ロシアで開催されたTitov Boxing Promotion: Shtyrkov vs. Silvaでイヴァン・シュトルコフと対戦。2Rまで圧倒されたものの、最終3RでシュトルコフをKO寸前まで追い込み巻き返すが判定負けを喫した。

### キックボクシング
2017年10月14日にキックボクシング初参戦となったGLORY 46 ChinaでGLORY世界ヘビー級王者リコ・ベホーベンと対戦。2Rにパンチ連打でレフェリーストップTKO負けを喫した。

### Bare Knuckle Fighting Championship
2019年10月9日、ボクシングを素手で行うBKFC 8: Silva vs. Gonzagaで同じく元UFCランカーであったガブリエル・ゴンザーガと対戦。2RにKO負けを喫した。

## 人物・エピソード
- ネバダ州アスレチック・コミッションの定める統一階級制度においてヘビー級の上限は265ポンド(120.2kg)以下が総合格闘技におけるヘビー級と定められているが、シウバは前日計量終了後から試合当日までに約9kg増量した状態で試合を戦っている[13]。
- 脳下垂体の腫瘍が原因で、カリフォルニア州アスレチック・コミッション（CSAC）の判断により、カリフォルニア州で戦うことができない。

## 戦績

### 総合格闘技
| 総合格闘技 戦績 | 総合格闘技 戦績 | 総合格闘技 戦績 | 総合格闘技 戦績 | 総合格闘技 戦績 | 総合格闘技 戦績 | 総合格闘技 戦績 |
| --------------- | --------------- | --------------- | --------------- | --------------- | --------------- | --------------- |
| 35 試合         | (T)KO           | 一本            | 判定            | その他          | 引き分け        | 無効試合        |
| 19 勝           | 14              | 3               | 2               | 0               | 0               | 1               |
| 15 敗           | 13              | 0               | 2               | 0               | 0               | 1               |

| 勝敗 | 対戦相手                     | 試合結果                             | 大会名                                                                                 | 開催年月日     |
| ×    | サリム・エル・ワサイディ     | 5分3R終了 判定0-3                    | Kingdom Fighting 1                                                                     | 2023年6月10日  |
| ×    | オレグ・ポポフ               | 2R 0:15 KO（左フック→パウンド）      | MMA Series 53                                                                          | 2022年6月24日  |
| ×    | クエンティン・ドミンゴス     | 2R 0:30 TKO（スタンドパンチ連打）    | Megdan Fighting 9: Under the Bright Sky                                                | 2021年6月13日  |
| ×    | ヴィタリー・ミナコフ         | 2R 1:37 KO（パウンド）               | Fight Nights Global 68                                                                 | 2017年6月2日   |
| ×    | イヴァン・シュトルコフ       | 5分3R終了 判定0-3                    | Titov Boxing Promotion: Shtyrkov vs. Silva                                             | 2016年11月18日 |
| ×    | ロイ・ネルソン               | 2R 4:10 KO（右アッパー→パウンド）    | UFC Fight Night: Cyborg vs. Lansberg                                                   | 2016年9月24日  |
| ×    | ステファン・ストルーフェ     | 1R 0:16 KO（肘打ち連打）             | UFC Fight Night: Overeem vs. Arlovski                                                  | 2016年5月8日   |
| ×    | マーク・ハント               | 1R 3:41 TKO（右ストレート→パウンド） | UFC 193: Rousey vs. Holm                                                               | 2015年11月14日 |
| ○    | ソア・パラレイ               | 2R 0:41 TKO（パウンド）              | UFC 190: Rousey vs. Correia                                                            | 2015年8月1日   |
| ×    | フランク・ミア               | 1R 1:40 KO（グラウンドの肘打ち）     | UFC Fight Night: Bigfoot vs. Mir                                                       | 2015年2月22日  |
| ×    | アンドレイ・アルロフスキー   | 1R 2:59 KO（右ストレート→パウンド）  | UFC Fight Night: Bigfoot vs. Arlovski                                                  | 2014年9月13日  |
| －   | マーク・ハント               | ノーコンテスト（薬物検査失格）       | UFC Fight Night: Hunt vs. Bigfoot                                                      | 2013年12月7日  |
| ×    | ケイン・ヴェラスケス         | 1R 1:12 TKO（右ストレート→パウンド） | UFC 160: Velasquez vs. Bigfoot 2 【UFC世界ヘビー級タイトルマッチ】                     | 2013年5月25日  |
| ○    | アリスター・オーフレイム     | 3R 0:25 KO（スタンドパンチ連打）     | UFC 156: Aldo vs. Edgar                                                                | 2013年2月2日   |
| ○    | トラヴィス・ブラウン         | 1R 3:27 TKO（右フック→パウンド）     | UFC on FX 5: Browne vs. Bigfoot                                                        | 2012年10月5日  |
| ×    | ケイン・ヴェラスケス         | 1R 3:36 TKO（パウンド）              | UFC 146: dos Santos vs. Mir                                                            | 2012年5月26日  |
| ×    | ダニエル・コーミエ           | 1R 3:56 KO（スタンドパンチ連打）     | Strikeforce: Barnett vs. Kharitonov 【ワールドグランプリ ヘビー級トーナメント 準決勝】 | 2011年9月10日  |
| ○    | エメリヤーエンコ・ヒョードル | 2R終了時 TKO（ドクターストップ）     | Strikeforce: Fedor vs. Silva 【ワールドグランプリ ヘビー級トーナメント 1回戦】         | 2011年2月12日  |
| ○    | マイク・カイル               | 2R 2:49 TKO（マウントパンチ）        | Strikeforce: Henderson vs. Babalu                                                      | 2010年12月4日  |
| ○    | アンドレイ・アルロフスキー   | 5分3R終了 判定3-0                    | Strikeforce: Heavy Artillery                                                           | 2010年5月15日  |
| ×    | ファブリシオ・ヴェウドゥム   | 5分3R終了 判定0-3                    | Strikeforce: Fedor vs. Rogers                                                          | 2009年11月7日  |
| ○    | BIG・ジム・ヨーク            | 1R 3:51 肩固め                       | 戦極 〜第十陣〜                                                                        | 2009年9月23日  |
| ○    | 中尾"KISS"芳広               | 1R 1:42 TKO（左膝の負傷）            | 戦極の乱2009                                                                           | 2009年1月4日   |
| ○    | ジャスティン・エイラーズ     | 2R 0:19 TKO（パウンド）              | EliteXC: Unfinished Business 【EliteXC世界ヘビー級王座決定戦】                         | 2008年7月26日  |
| ○    | リコ・ロドリゲス             | 5分3R終了 判定2-1                    | EliteXC: Street Certified                                                              | 2008年2月16日  |
| ○    | ジョナサン・ウィゾレック     | 1R 3:12 チョークスリーパー           | EliteXC: Renegade                                                                      | 2007年11月10日 |
| ○    | ウェズリー・コレイラ         | 1R 3:49 TKO（パウンド）              | EliteXC: Destiny                                                                       | 2007年2月10日  |
| ×    | エリック・ペレ               | 1R 2:40 TKO（パウンド）              | BodogFight: USA vs. Russia                                                             | 2006年12月2日  |
| ○    | カイシノフ・ゲオルギー       | 1R 1:08 KO（左フック）               | HERO'S 2006 ミドル&ライトヘビー級世界最強王者決定トーナメント決勝戦                    | 2006年10月9日  |
| ○    | トム・エリクソン             | 1R 2:49 TKO（マウントパンチ）        | HERO'S 2006 ミドル級世界最強王者決定トーナメント開幕戦                                 | 2006年5月3日   |
| ○    | タダス・リンケビュチス       | 1R 3:22 TKO（パンチ連打）            | Cage Warriors: Strike Force 5 【CWFCスーパーヘビー級タイトルマッチ】                   | 2006年3月25日  |
| ○    | ルーベン・ビシャレアル       | 1R 3:07 TKO（パンチ連打）            | Cage Warriors: Strike Force 4 【CWFCスーパーヘビー級王座決定戦】                       | 2005年11月26日 |
| ○    | ハファエル・カリーノ         | 1R 2:55 TKO（タオル投入）            | Cage Rage 12: The Real Deal 【Cage Rage世界ヘビー級王座決定戦】                        | 2005年7月2日   |
| ○    | マーカス・チンダ             | 1R 3:03 ギブアップ（パンチ連打）     | Cage Warriors: Strike Force                                                            | 2005年5月21日  |
| ○    | テンギズ・テドラゼ           | 1R 0:48 TKO（パンチ連打）            | UKMMAC 10: Slugfest                                                                    | 2005年3月6日   |

### ボクシング
| プロボクシング 戦績 | プロボクシング 戦績 | プロボクシング 戦績 | プロボクシング 戦績 | プロボクシング 戦績 | プロボクシング 戦績 | プロボクシング 戦績 |
| ------------------- | ------------------- | ------------------- | ------------------- | ------------------- | ------------------- | ------------------- |
| 1 試合              | (T)KO               | 判定                | その他              | 引き分け            | 無効試合            |                     |
| 0 勝                | 0                   | 0                   | 0                   | 0                   | 0                   |                     |
| 1 敗                | 1                   | 0                   | 0                   | 0                   | 0                   |                     |

| 戦           | 日付         | 勝敗 | 時間    | 内容 | 対戦相手                 | 国籍   | 備考 |
| ------------ | ------------ | ---- | ------- | ---- | ------------------------ | ------ | ---- |
| 1            | 2022年7月8日 | ★    | 2R 0:44 | KO   | ヴィチェスラフ・ダトシク | ロシア |      |
| テンプレート |              |      |         |      |                          |        |      |

### ベアナックル・ボクシング
- 1戦 1敗

| 戦           | 日付           | 勝敗 | 時間    | 内容 | 対戦相手               | 国籍     | 備考              |
| ------------ | -------------- | ---- | ------- | ---- | ---------------------- | -------- | ----------------- |
| 1            | 2019年10月19日 | ★    | 2R 1:50 | KO   | ガブリエル・ゴンザーガ | ブラジル | Bare Knuckle FC 8 |
| テンプレート |                |      |         |      |                        |          |                   |

### キックボクシング
| キックボクシング 戦績 | キックボクシング 戦績 | キックボクシング 戦績 | キックボクシング 戦績 | キックボクシング 戦績 | キックボクシング 戦績 | キックボクシング 戦績 |
| --------------------- | --------------------- | --------------------- | --------------------- | --------------------- | --------------------- | --------------------- |
| 2 試合                | (T)KO                 | 判定                  | その他                | 引き分け              | 無効試合              |                       |
| 0 勝                  | 0                     | 0                     | 0                     | 0                     | 0                     |                       |
| 2 敗                  | 2                     | 0                     | 0                     | 0                     | 0                     |                       |

| 勝敗 | 対戦相手           | 試合結果                                     | 大会名                 | 開催年月日     |
| ×    | ザビット・サメドフ | 1R 2:18 TKO（レフェリーストップ:パンチ連打） | Mix Fight Championship | 2022年9月10日  |
| ×    | リコ・ベホーベン   | 2R 0:43 TKO（レフェリーストップ:パンチ連打） | GLORY 46 China         | 2017年10月14日 |

## 獲得タイトル
- 第3代Cage Rage世界ヘビー級王座（2005年）
- 初代CWFCスーパーヘビー級王座（2005年）
- 初代EliteXC世界ヘビー級王座（2008年）

## 表彰
- ブラジリアン柔術 黒帯
- UFC ファイト・オブ・ザ・ナイト（1回）
- UFC ノックアウト・オブ・ザ・ナイト（1回）